# Noceto
Noceto là một đô thị ở tỉnh Parma ở vùng Emilia-Romagna, Italia. Đô thị này tọa lạc cách khoảng 100 km về phía tây bắc của Bologna và khoảng 12 km về phía tây của Parma. Đến thời điểm ngày 31 tháng 12 năm 2004, đô thị này có dân số 11.300 và diện tích là 79,6 km².
Đô thị Noceto bao gồm các frazioni (đơn vị trực thuộc, làng) Borghetto, Cella, Costamezzana, Ponte Taro, and Sanguinaro.
Noceto tiếp giáp các đô thị sau đây: Collecchio, Fidenza, Fontanellato, Fontevivo, Medesano, Parma.